# Museum für Verhütung und Schwangerschaftsabbruch

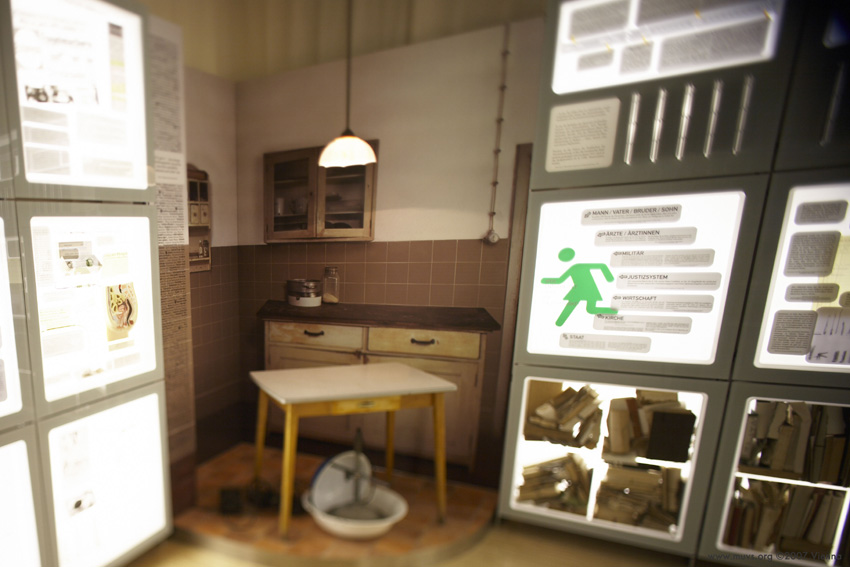
Beispiel: Geschichte und Methoden des Schwangerschaftsabbruchs

Das Museum für Verhütung und Schwangerschaftsabbruch (MUVS) ist ein Museum im 15. Wiener Gemeindebezirk Rudolfsheim-Fünfhaus. Es ist das weltweit einzige Museum, das sich ausschließlich den Schwerpunkten Empfängnisverhütung, Schwangerschaftstests und Schwangerschaftsabbruch widmet.

## Geschichte
Das Museum wurde im Jahr 2003 von dem Gynäkologen Christian Fiala, selbst Betreiber je einer Familienplanungsklinik in Wien und Salzburg, gegründet. Er verfolgt nach eigenen Angaben mit dem Museum das Ziel der Aufklärung.
Im März 2007 wurde das Museum in Anwesenheit der früheren Frauenministerin Johanna Dohnal eröffnet. Es befindet sich am Mariahilfer Gürtel, in unmittelbarer Nähe zum Wiener Westbahnhof. Finanziert wird das Museum durch einen gemeinnützigen Verein sowie durch Einzelspenden.

## Zielsetzung

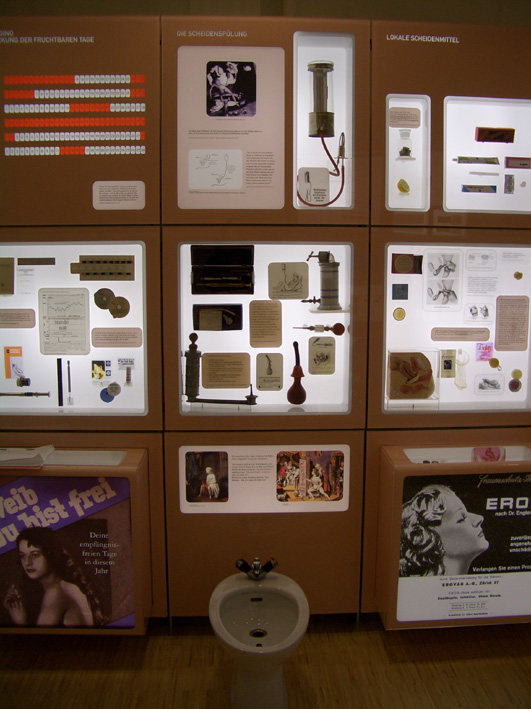
Historische Verhütungsmittel

Aufgabe ist es, wissenschaftlich korrekte Informationen über die Geschichte, Gegenwart und Zukunft von Verhütung, Schwangerschaftstests und Schwangerschaftsabbruch anzubieten. Damit soll die „Wucht der Fruchtbarkeit“ greifbar gemacht werden: Durchschnittlich fünfzehn Schwangerschaften pro Frauenleben seien „natürlich“, „naturgewollt“. Von den etwa zehn Geburten haben früher rund sieben Kinder überlebt. Das ist den meisten Menschen aus wirtschaftlichen, sozialen oder anderen Gründen aber zu viel, früher wie heute. Die Beschränkung der Kinderzahl war und ist daher für alle Generationen und die meisten Kulturen ein wichtiges Thema.

## Struktur
Das Museum besteht aus den realen Schauräumen in Wien und dem virtuellen Museum im Internet.
Schauobjekte, Modelle, Akten, Schriften und Filme werden den Besuchern in drei Schauräumen präsentiert. Zur Orientierung stehen Erklärungen auf Audioguides (deutsch, englisch) sowie eine Basisbroschüre (deutsch, englisch) bereit. Zusätzlich gibt es Broschüren zu Spezialthemen (deutsch, englisch). Die Schauräume zeigen nur einen geringen Teil der Sammlung.
Das Museum nimmt jedes Jahr an der Langen Nacht der Museen teil.
Das virtuelle Museum kann per Museumstour besucht werden. Das Kernstück ist eine umfangreiche Datenbank von Sammlung und Bibliothek, die von jedem User gratis benützt werden kann. Die Bilder dürfen kostenfrei gegen Quellennennung weiterverwendet werden.

## Bestände
Sammlung, Archiv und Bibliothek umfassen etwa 2100 Objekte, 1120 Bücher, 100 Briefe und mehr als 500 Fachartikel. Eine Reihe von Wissenschaftern hat dem Museum ihren Vor- oder Nachlass anvertraut. Sammlung, Archiv und Bibliothek sind über die Homepage zugänglich und werden darüber hinaus durch Themenbroschüren und den regelmäßigen kostenlosen Newsletter (deutsch, englisch) aufgearbeitet.

## Hermann-Knaus-Dokumentationszentrum
Der österreichische Gynäkologe Hermann Knaus (1892–1970) wurde gemeinsam mit dem japanischen Arzt Kyusaku Ogino (1882–1975) als Entdecker der sicheren und unsicheren Tage im Zyklus der Frau bekannt. Im Rahmen seines Schwerpunktes Bewahrung österreichischen Kulturgutes führt das Museum ein umfangreiches Teilarchiv Hermann Knaus.

## Forschungsprojekt „Abtreibung in Österreich – 1945–1974“
Das aktuelle Forschungsprojekt untersucht Häufigkeit, medizinische und organisatorische Abläufe, soziales Umfeld und Rechtsprechung in Zusammenhang mit Abtreibungen für die Zeit zwischen 1945 und 1974. Die Aufarbeitung soll verständlich machen, auf welchen Grundlagen und in welchem Klima die politische Entscheidung für die Fristenlösung getroffen wurde. Die Ergebnisse werden laufend in Fachzeitschriften publiziert.
Der untersuchte Zeitraum wurde später erweitert und beleuchtet nun auch die Zeit vom Inkrafttreten der Fristenlösung (1. Januar 1975) bis heute.

## Verhütung macht Schule

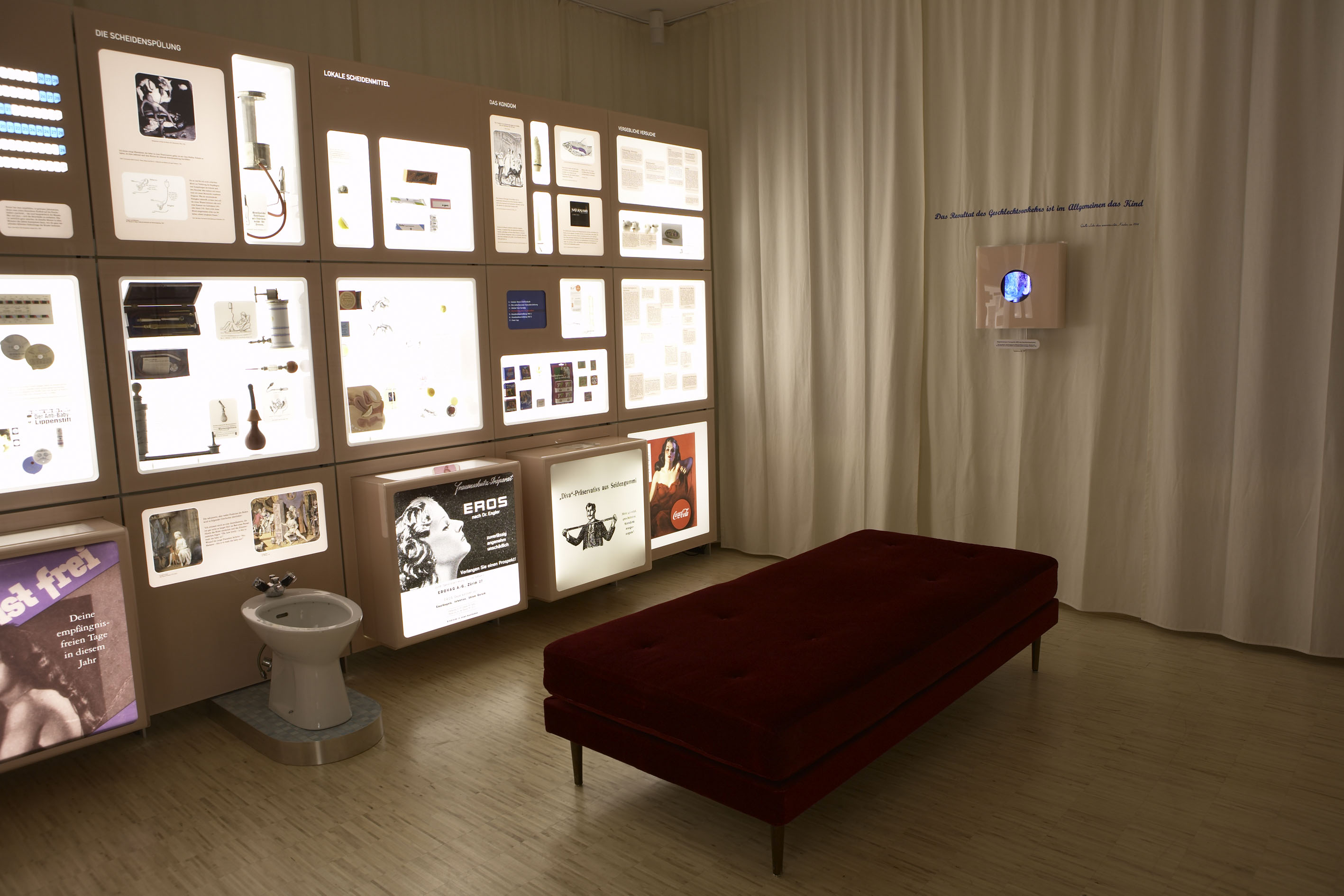
Blick in den Verhütungsraum

Ein besonderer Schwerpunkt der Museumsarbeit ist die Wissensvermittlung an Jugendliche unter Berücksichtigung von Alter, Vorwissen, Geschlecht, sozialem und kulturellem Kontext. Transportiert wird eine Verbindung aus kulturhistorischer Erzählung mit medizinischen, politischen, sozialen Entwicklungen und einem Überblick über aktuelle Verhütungsmethoden. Ziel ist ein selbstbestimmter Umgang mit der eigenen Fruchtbarkeit.

## Mitgliedschaften und internationale Zusammenarbeit
Das Museum ist direkt oder über seine Repräsentanten Mitglied beim Museumsbund Österreich und beim Internationalen Museumsrat (ICOM). Es besteht ein enger Wissensaustausch mit medizinhistorischen Sammlungen weltweit, eine Partnerschaft mit dem Dittrick Medical History Center and Museum, Cleveland, Ohio, sowie ein gemeinsames Forschungsprojekt mit dem  Louis Pasteur Center for Medical Research, Kyoto.

## Preise und Auszeichnungen
- 2009: Österreichisches Museumsgütesiegel
- 2010: Nominiert für den European Museum of the Year Award
- 2010: Erster Preisträger des Kenneth Hudson Award der Trustees of the European Museum Forum